# Municipio de Moore (condado de Barber)
El municipio de Moore (en inglés: Moore Township) es un municipio ubicado en el condado de Barber en el estado estadounidense de Kansas. En el año 2010 tenía una población de 17 habitantes y una densidad poblacional de 0,14 personas por km².

## Geografía
El municipio de Moore se encuentra ubicado en las coordenadas 37°5′8″N 98°32′31″O / 37.08556, -98.54194. Según la Oficina del Censo de los Estados Unidos, el municipio tiene una superficie total de 118.92 km², de la cual 118,64 km² corresponden a tierra firme y (0,24 %) 0,29 km² es agua.

## Demografía
Según el censo de 2010, había 17 personas residiendo en el municipio de Moore. La densidad de población era de 0,14 hab./km². De los 17 habitantes, el municipio de Moore estaba compuesto por el 100 % blancos. Del total de la población el 0 % eran hispanos o latinos de cualquier raza.